# 815
Раннє Середньовіччя. Епоха вікінгів. Реконкіста.
У Східній Римській імперії триває правління Лева V Вірменина. У Франкському королівстві триває правління Людовика Благочестивого. Північ Італії належить Франкському королівству, Рим і Равенна під управлінням Папи Римського, герцогства на південь від Римської області незалежні, деякі області на півночі та на півдні належать Візантії. Піренейський півострів, окрім Королівства Астурія, займає Кордовський емірат. В Англії триває період гептархії. Існують слов'янські держави: Карантанія, як васал Франкського королівства, та Перше Болгарське царство.
Аббасидський халіфат очолює аль-Мамун. У Китаї править династія Тан. Велика частина Індії під контролем імперії Пала. У Японії триває період Хей'ан. Хозарський каганат підпорядкував собі кочові народи на великій степовій території між Азовським морем та Аралом. Територію на північ від Китаю займає Уйгурський каганат.
На території лісостепової України в IX столітті літописці згадують слов'янські племена білих хорватів, бужан, волинян, деревлян, дулібів, полян, сіверян, тиверців, уличів. У Північному Причорномор'ї співіснують різні кочові племена, зокрема булгари, хозари, алани, тюрки, угри, кримські готи. Херсонес Таврійський належить Візантії.

## Події
- Візантія та Перше Болгарське царство підписали мирний договір.
- Візантійський василевс Лев V Вірменин змістив з кафедри і відправив у заслання константинопольського патріарха Никифора, який відмовився підтримати політику іконоборства. Він також відмовився вклонитися перед розп'яттям на Богоявлення. Скликаний церковний собор виробив іконоборчу доктрину. Почалося переслідування іконошанувальників.
- У Тибеті почалося правління Ралпачана.
- Заснована єпархія Гільдесгайма.

## Народились
- Святий Мефодій